# Tartarogryllus atlantis
Tartarogryllus atlantis är en insektsart som först beskrevs av Lucien Chopard 1943.  Tartarogryllus atlantis ingår i släktet Tartarogryllus och familjen syrsor. Inga underarter finns listade i Catalogue of Life.